# Lythrum alatum
Lythrum alatum är en fackelblomsväxtart som beskrevs av Frederick Traugott Pursh. Lythrum alatum ingår i släktet fackelblomstersläktet, och familjen fackelblomsväxter.

## Underarter
Arten delas in i följande underarter:
- L. a. alatum
- L. a. lanceolatum

## Bildgalleri

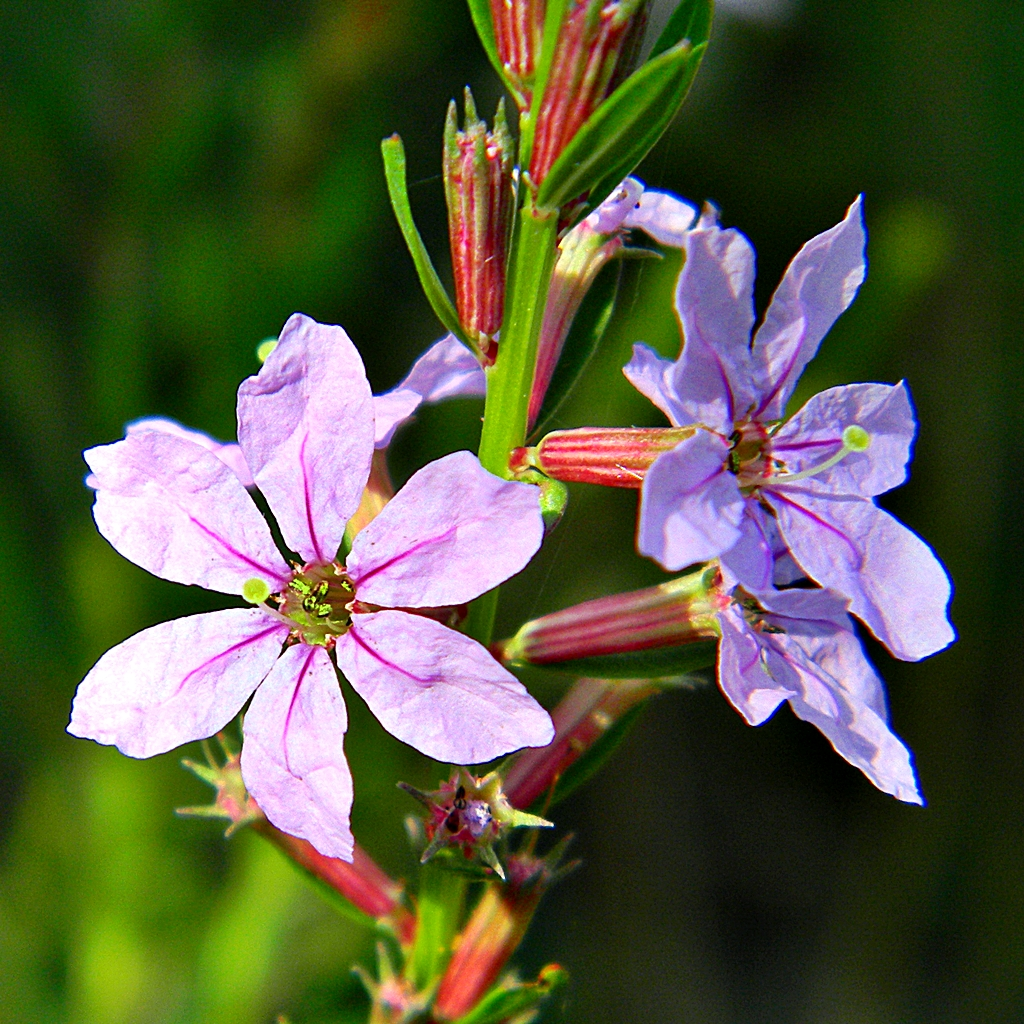